# Anastasia Mayo
Susana Plané Aguilar (Hospitalet de Llobregat, Barcelona; 17 de abril de 1980), conocida artísticamente como Anastasia Mayo, es una actriz pornográfica española.

## Biografía
Anastasia Mayo nació y siempre ha vivido en Barcelona. A los 15 años trabajaba como bailarina gogó. Estudió formación profesional de especialidad administrativa. Antes de trabajar en la industria del porno español, trabajó como dependienta en tiendas de ropa y de muebles.
Su siguiente trabajo fue como modelo de lencería.

### Carrera como actriz porno
En 2002, asistió al FICEB como espectadora y el director porno Max Cortés, al verla, se interesó por ella y le ofreció trabajo en la industria X, que Anastasia aceptó. Poco tiempo después comenzó a rodar escenas para pequeñas películas porno españolas como por ejemplo con el famoso actor y productor porno Torbe, incluyendo también escenas de sexo anal, hasta alcanzar una mayor fama. Anastasia ha trabajado con algunos de los mayores actores porno tales como Nacho Vidal y Rocco Siffredi.
En 2004 recibió el premio Ninfa en el FICEB a la mejor actriz porno nueva, además del premio a la mejor actriz porno europea en el Festival Erótico de Bruselas.
Habiendo trabajado durante toda su carrera con su pecho natural de una talla 80, en el verano de 2005 se sometió a una operación de aumento de pecho pasando a una talla 90. A principios de 2006 se tiñó el pelo de castaño oscuro, habiendo sido rubia hasta entonces.
Ha aparecido en varias revistas, entre ellas Primera Línea.
Entre sus últimos proyectos podría destacarse Austine Powders, film que protagoniza y que se basa en una parodia pornográfica de la película también de comedia Austin Powers.
En 2004 escribió su autobiografía, titulada Los Placeres de Anastasia.

### Apariciones en televisión
En 2004 comenzó a trabajar como estríper en el programa de televisión Crónicas Marcianas del canal Telecinco en España, lo que la llevó a alcanzar una mayor fama. En 2005 participó en el programa de televisión Préstame tu vida emitido por TVE, en el que intercambiaba su vida durante una semana con la de una carnicera de un pequeño pueblo de Toledo, permitiendo a los espectadores conocer más a fondo su personalidad y su vida íntima y, acabando la experiencia del programa de manera controvertida, mostrando el lado tabú de la pornografía.
Gracias a su aparición en este programa alcanzó una mayor fama, apareciendo también en entrevistas de diferentes programas de televisión en España.
Tuvo una aparición en el programa 100 de La noria como estríper. Asimismo participó como invitada en el programa de Andreu Buenafuente.

## Vida personal
Anastasia Mayo mantuvo una relación sentimental con el también actor porno español Jorge Fernández. Ambos trabajaron activamente en la industria del porno durante su relación y acordaron que ninguno de los dos vería las películas del otro para evitar los celos.[cita requerida]

## Premios
- 2004: Premio Ninfa en el FICEB a la mejor actriz porno revelación y premio en el Festival Erótico de Bruselas a la mejor actriz porno española.